# Ода Хидэкацу
Ода (Хасиба) Хидэкацу (織田秀勝?, 1567 — 29 января 1586) — японский самурай периода Сэнгоку. Четвёртый сын знаменитого полководца-завоевателя Оды Нобунаги.

## Биография
В детстве Ода Хидэкацу был усыновлен Тоётоми Хидэёси, одним из лучших военачальников его отца Оды Нобунаги, и получил новую фамилию — Хасиба Хидэкацу (羽柴 秀勝?).
В 1582 году во время смерти своего отца Оды Нобунаги Хидэкацу находился в Кодзиме (провинция Бидзэн). Тоётоми Хидэёси пожаловал Оде Хидэкацу во владение замок Камеяма в провинции Тамба (современная Камеока, префектура Киото).
Вскоре после смерти Оды Нобунаги Хидэкацу сражался на стороне своего приёмного отца Тоётоми Хидэёси против мятежного генерала Акэти Мицухидэ в битве при Ямадзаки. В 1584 году на стороне Тоётоми участвовал в битве с Токугавой Иэясу при Комаки и Нагакутэ.
29 января 1586 года Ода (Хасиба) Хидэкацу внезапно скончался в замке Камеяма. Считается, что был убит по приказу своего приёмного отца Тоётоми Хидэёси.